# Galina Wassiljewna Starowoitowa
Galina Wassiljewna Starowoitowa (russisch Гали́на Васи́льевна Старово́йтова; * 17. Mai 1946 in Tscheljabinsk; † 20. November 1998 in Sankt Petersburg) war eine russische Menschenrechtsaktivistin, Ethnologin und Politikerin. Sie war Vorsitzende der Bewegung „Demokratisches Russland“  und setzte sich aktiv für demokratische Reformen in Russland ein. Am 20. November 1998 wurde sie im Treppenhaus zu ihrer Wohnung in St. Petersburg erschossen. Die Umstände der Tat sind bis heute nicht vollständig aufgeklärt.

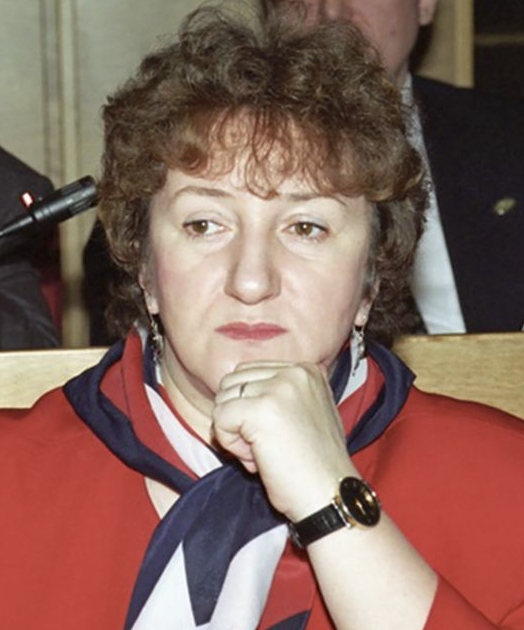
Galina Starowoitowa

## Leben
Galina Starowoitowa wurde am 17. Mai 1946 als Tochter eines weißrussischen Vaters und einer russischen Mutter in Tscheljabinsk im Uralgebirge geboren. Im Jahre 1948 kehrte die Familie zurück nach Leningrad. 1966 schloss sie an der militärtechnischen Hochschule Leningrad ein Studium ab und wurde 1971 an der Universität Leningrad graduiert. 1980 promovierte sie am Institut für Ethnographie der Russischen Akademie der Wissenschaften. In ihrer 1987 veröffentlichten Doktorarbeit beschäftigte sie sich mit den  Tataren von Leningrad. Außerdem publizierte sie rund 70 Artikel, Aufsätze und Monographien, deren thematischen Schwerpunkt die kaukasischen Völker bildeten. Nach der Geburt der armenischen nationaldemokratischen Bewegung wurde sie eine Verfechterin der Selbstbestimmung der Region Bergkarabach. Von 1994 bis 1998 war sie Gastprofessorin am Watson Institute for International Studies an der Brown University von Providence, Rhode Island, wo sie Vorlesungen über die Politik der Selbstbestimmung für ethnische Minderheiten hielt.

## Politischer Werdegang
Galina Starowoitowa begann ihre politische Karriere 1989 mit der Wahl in den Volksdeputiertenkongress, wo sie die Interessen der armenischen SSR vertrat. Der Schwerpunkt ihrer politischen Arbeit lag besonders auf der Ausarbeitung einer neuen Verfassung sowie auf der Problematik ethnischer Minderheiten im Kaukasus. Während des Armenisch-Aserbaidschanischen Konfliktes um die Region Bergkarabach vertrat sie im Kongress die Position der Armenier. Von 1990 bis zu seiner Auflösung 1993 hatte sie einen Sitz im neu gegründeten Kongress der Volksdeputierten der Russischen Föderation von Sankt Petersburg. Im Sommer 1991 unterstützte Starowoitowa die Wahlkampagne von Boris Jelzin zum Präsidenten der Russischen Föderation und wurde zu dessen Beraterin für interethnische Fragen ernannt. Ende des Jahres 1992 wurde sie vermutlich im Zusammenhang mit ihrer offenen Kritik an Moskaus Positionierung im Konflikt zwischen Osseten und Inguschen von ihren Aufgaben freigestellt. 1995 wurde sie von der Bewegung „Demokratisches Russland“, deren Vorsitz sie gemeinsam mit Lew Ponomarjow und dem Kleriker Gleb Jakunin innehatte, in die Staatsduma gewählt. Im Vorfeld des ersten Tschetschenienkrieges setzte sie sich für eine diplomatische Lösung des Konfliktes ein und positionierte sich deutlich gegen die Tschetschenienpolitik von Boris Jelzin. Im April 1998 wurde sie zur obersten Spitze der Bewegung „Demokratisches Russland“ ernannt und sollte das Bündnis für Parlamentswahlen im folgenden Dezember vorbereiten. Starowoitowa war gegen eine Erweiterung der Machtbefugnisse des FSB und stimmte gegen die Nominierung von Jewgeni Primakow als Ministerpräsident.

## Ermordung und Ermittlung

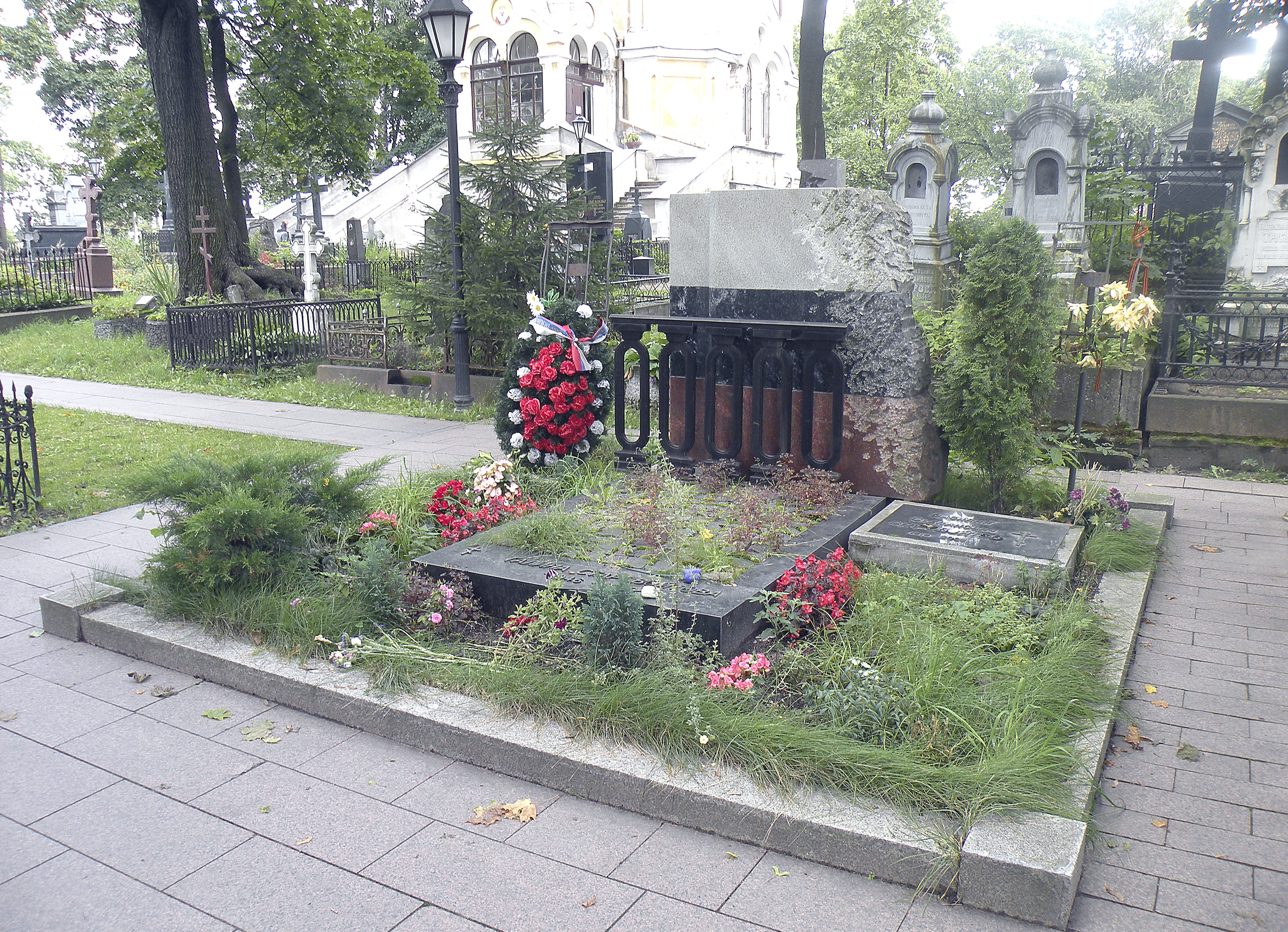
Grab Starowoitowas in Sankt Petersburg

Galina Starowoitowa wurde am 20. November 1998 im Treppenhaus zu ihrer Wohnung am Gribojedow-Kanal in St. Petersburg mit drei Schüssen in den Kopf getötet. Ihr Begleiter, Ruslan Linkow, wurde bei dem Attentat schwer verletzt. Die Untersuchung des Mordes erfolgte unter persönlicher Aufsicht des damaligen Innenministers Sergei Stepaschin (ehemaliger Leiter des FSB und späterer russischer Premierminister). Im Juni 2005 wurden zwei Tatverdächtige des Mordes für schuldig befunden und zu 20 bzw. 23 Jahren Lagerhaft verurteilt. Im September 2008 wurde ein weiterer Tatverdächtiger für seine Rolle bei der Organisation der Tat zu 11 Jahren Haft verurteilt. Drei weitere Tatverdächtige sind noch immer flüchtig. Dem offiziellen Untersuchungsbericht zufolge wurde der Mord von dem ehemaligen GRU-Killer Juri Kolchin organisiert. Die eigentlichen Drahtzieher des Mordes konnten allerdings bis heute nicht ermittelt werden. Weggefährten Starowoitowas und Personen aus der Szene um den Sankt Petersburger Hafen und das Ölterminal gehen davon aus, dass ihre Recherchen zu Wirtschaftskriminalität und Korruption dazu führten, dass die dortigen Silowiki und die Tambow-Bande ihre Ermordung beschlossen und durchführten.